# Плоскіна Володимир Іванович
Володи́мир Іва́нович Плоскі́на (прізвисько — Вадік; 25 травня 1954, с. Чинадійово, Мукачівський район, Закарпатська область, Українська РСР, СРСР — 10 травня 2010, Мюнхен, Баварія, Німеччина) — радянський футболіст, радянський та український футбольний тренер-селекціонер та функціонер, майстер спорту СРСР (1976). Насамперед відомий як капітан одеського «Чорноморця», де виступав на позиціях захисника та півзахисника. Там же поставив багато клубних рекордів, зокрема, найбільша кількість проведених матчів за клуб (473) та найбільша безперервна серія забитих пенальті (23). Провів 371 матч у вищому дивізіоні чемпіонату СРСР — третє місце за кількістю ігор за українські клуби серед українських гравців після Олега Блохіна («Динамо» Київ) та Михайла Соколовського («Шахтар» Донецьк). За версією сайту Football.ua Володимир є найкращим футболістом одеського «Чорноморця».

## Життєпис

### Перші роки
Володимир Іванович Плоскіна народився 25 травня 1954 року в українському селі Чинадійово, Мукачівського району, Закарпатської області. Там же й почав грати у футбол під керівництвом Івана Михайловича Шепи. У 1969 році юнак дебютував у команді майстрів класу Б «Карпати» з Мукачевого. З 1971 року захищав кольори ужгородської «Говерли» та майже чотири роки провів у дублі київського «Динамо», так ні разу й не зігравши за основний склад, а у 1975 році, провівши ще одне коло чемпіонату в Ужгороді, перейшов до одеського «Чорноморець», хоча на той час у Володимира була ще й пропозиція від львівських «Карпат», на яку молодий футболіст погодився, але Матвій Черкаський, що працював тоді одним з тренерів чорноморської команди вмовив Володимира поїхати до Одеси.

### «Чорноморець»
Перейшовши до нової команди, яка тоді була бронзовим призером СРСР, Володимир зумів дебютувати разом із клубом в єврокубкових турнірах. Перший матч гравця у міжнародному турнірі пройшов 7 вересня 1975 року на стадіоні «Чорноморець» у рамках 1/32 Кубку УЄФА 1975—1976 років проти римського «Лаціо» з відомим нападником Джорджо Кіналья, що минулого 1974-го року став найкращим бомбардиром італійського чемпіонату. У тому ж матчі відзначився одеський нападник, Анатолій Дорошенко, який забив єдиний м'яч у зустрічі. Але у матчі-відповіді у Римі у ворота «моряків» на 89 хвилині було призначено пенальті, яке італійці реалізували (відзначився Кіналья), таким чином сумарний рахунок двох матчів став 1:1. А в овертаймі Кіналья відзначився ще двічі, зробивши гет-трик у матчі.
На початку своєї кар'єри у «моряків» Володимир Іванович починав грати у ланці атаки, на позиціях крайнього нападника та опорного півзахисника. Вже пізніше грав і у ланці оборони — опорним та крайнім захисником. Володимир Плоскіна за свою кар'єру грав під керівництвом багатьох легендарних футбольних особистостей: Ахмеда Алєскерова, Анатолія Зубрицького, Анатолія Полосіна, Микити Симоняна, Семена Альтмана та Віктора Прокопенка. Саме коли останній був головним тренером клубу команді вдалося вдруге отримати змогу зіграти на міжнародному рівні. Цього разу одесити зіграли на два матчі більше, вигравши у німецького «Вердер» та поширили географію виїздів ще на німецький Бремен та іспанський Мадрид, де поступилися місцевому «Реалу» з рахунком 1:2, а вдома відіграли «сухий матч» 0:0.
У складі моряків Плоскіна провів 13 років як гравець та ще 10 як начальник команди. З 1984 року і до закінчення кар'єри гравця у 1988 році Плоскіна був незмінним капітаном чорноморського клубу і віддавав пов'язку лише у випадках травми. До того, як зайнятися тренерською діяльністю футболіст відіграв за клуб 419 матчів чемпіонату та 41 Кубка СРСР. Обидва ці показники є рекордними для «Чорноморця». У 1988 році Плоскіна удостоєний спеціального призу «Вірність клубу», а з наступного сезону перейшов на тренерську роботу. За час проведений на селекційній роботі у «Чорноморці» Володимир Плоскіна також зробив багато для клубу — його зусиллями до команди потрапили такі легенди українського футболу, як Тимерлан Гусейнов (найкращий бомбардир клубу в історії — 87 голів), Іван Гецко (автор першого забитого голу збірної України), Ігор Жабченко (багаторічний лідер команди) тощо.
З 1991 до 1998 року обіймав посаду начальника одеської команди, а потім отримав запрошення в селекційний відділ донецького «Шахтаря», де працював до останніх років свого життя. Цьому клубу Володимир Іванович також допоміг віднайти багато талановитих гравців — Дарійо Срну, Олександра Гладкого, Дмитра Чигринського тощо. Помер Володимир Іванович після тяжкої хвороби в одній з лікарень Мюнхена 10 травня 2010 року. Прощання зі спортсменом проведено 13 травня на одеському стадіоні «Спартак». А поховано його на Таїровському кладовищі

### Статистика виступів
| Клуб | Ліга              | Сезон             | Чемпіонат | Чемпіонат | Чемпіонат | Кубок | Кубок | Кубок | Єврокубки | Єврокубки | Єврокубки | Інші змагання | Інші змагання | Інші змагання | Інші змагання | Всього | Всього | Всього |
| Клуб | Ліга              | Сезон             | Ігри      | Голи      | ГП        | Ігри  | Голи  | ГП    | Ігри      | Голи      | ГП        | Назва         | Ігри          | Голи          | ГП            | Ігри   | Голи   | ГП     |
| --- | ----------------- | ----------------- | --------- | --------- | --------- | ----- | ----- | ----- | --------- | --------- | --------- | ------------- | ------------- | ------------- | ------------- | ------ | ------ | ------ |
| «Чорноморець» О | ВЛ                | 1988              | 30        | 1         | ?         | 1     | 0     | ?     | —         | —         | —         | КФФ           | 4             | 0             | ?             | 35     | 1      | ?      |
| «Чорноморець» О | 1Л                | 1987              | 42        | 6         | ?         | 0     | 0     | 0     | —         | —         | —         | —             | —             | —             | —             | 42     | 6      | ?      |
| «Чорноморець» О | ВЛ                | 1986              | 28        | 1         | ?         | 2     | 1     | ?     | —         | —         | —         | КФФ           | 3             | 1             | ?             | 33     | 3      | ?      |
| «Чорноморець» О | ВЛ                | 1985              | 34        | 7         | ?         | 4     | 0     | ?     | 4         | 0         | ?         | —             | —             | —             | —             | 42     | 7      | ?      |
| «Чорноморець» О | ВЛ                | 1984              | 34        | 3         | ?         | 3     | 1     | ?     | —         | —         | —         | —             | —             | —             | —             | 37     | 4      | ?      |
| «Чорноморець» О | ВЛ                | 1983              | 27        | 4         | ?         | 2     | 0     | ?     | —         | —         | —         | —             | —             | —             | —             | 29     | 4      | ?      |
| «Чорноморець» О | ВЛ                | 1982              | 34        | 4         | ?         | 5     | 1     | ?     | —         | —         | —         | —             | —             | —             | —             | 39     | 5      | ?      |
| «Чорноморець» О | ВЛ                | 1981              | 33        | 5         | ?         | 7     | 1     | ?     | —         | —         | —         | —             | —             | —             | —             | 40     | 6      | ?      |
| «Чорноморець» О | ВЛ                | 1980              | 27        | 3         | ?         | 5     | 1     | ?     | —         | —         | —         | —             | —             | —             | —             | 32     | 4      | ?      |
| «Чорноморець» О | ВЛ                | 1979              | 26        | 5         | ?         | 5     | 1     | ?     | —         | —         | —         | —             | —             | —             | —             | 31     | 6      | ?      |
| «Чорноморець» О | ВЛ                | 1978              | 30        | 7         | ?         | 4     | 2     | ?     | —         | —         | —         | —             | —             | —             | —             | 34     | 9      | ?      |
| «Чорноморець» О | ВЛ                | 1977              | 30        | 3         | ?         | 1     | 0     | ?     | —         | —         | —         | —             | —             | —             | —             | 31     | 3      | ?      |
| «Чорноморець» О | ВЛ                | 1976(о)           | 14        | 0         | ?         | 0     | 0     | 0     | —         | —         | —         | —             | —             | —             | —             | 14     | 0      | ?      |
| «Чорноморець» О | ВЛ                | 1976(в)           | 15        | 0         | ?         | 2     | 0     | ?     | —         | —         | —         | —             | —             | —             | —             | 17     | 0      | ?      |
| «Чорноморець» О | ВЛ                | 1975              | 15        | 2         | ?         | 0     | 0     | 0     | 2         | 0         | ?         | —             | —             | —             | —             | 17     | 2      | ?      |
| «Чорноморець» О | Всього            | Всього            | 419       | 51        | ?         | 41    | 8     | ?     | 6         | 0         | ?         |               | 7             | 1             | ?             | 473    | 60     | ?      |
| «Говерла» | 2Л                | 1975              | 7         | 0         | ?         | —     | —     | —     | —         | —         | —         | —             | —             | —             | —             | 7      | 0      | ?      |
| «Говерла» | Всього            | Всього            | 7         | 0         | ?         | —     | —     | —     | —         | —         | —         |               | —             | —             | —             | 7      | 0      | ?      |
| Всього за кар'єру | Всього за кар'єру | Всього за кар'єру | 426       | 51        | ?         | 41    | 8     | ?     | 6         | 0         | ?         |               | 7             | 1             | ?             | 480    | 60     | ?      |
| 2Л — друга ліга; ВЛ — вища ліга; (в) — весняний сезон; (о) — осінній сезон; КФФ — кубок Федерації футболу; 1Л — перша ліга. |                   |                   |           |           |           |       |       |       |           |           |           |               |               |               |               |        |        |        |

## Серія пенальті
Володимиру Плоскіні належить серія з 23 забитих пенальті поспіль, яку у 1984 році перервав легендарний радянський воротар — Рінат Дасаєв, що виступав за московський «Спартак». Під час того матчу в Лужниках перед чемпіонатом світу 1986 року на матч були видані нові м'ячі Adidas Azteca. За словами самого Володимира Івановича, через незвичність нових м'ячів та розгубленість він і не забив пенальті, щоправда одесити тоді все ж виграли 1:0. За цим показником його перевершив лише Ігор Пономарьов, який зробив за свою кар'єру серію з 24-х реалізованих пенальті підряд. Удари Плоскіни з 11-метрової відмітки змогли парирувати лише два воротарі — Рінат Дасаєв та Олександр Подшивалов.